# Oshkosh Airport Products
Der Bereich Oshkosh Airport Products ist ein Teil der Oshkosh Corporation aus Oshkosh, Wisconsin, USA. Er ist auf Fahrzeuge für Flughäfen spezialisiert.
Seit der Ausgliederung der Schneeräumfahrzeuge hat dieser Bereich nur noch Flugfeldlöschfahrzeuge wie die Striker-Familie.

## Geschichte

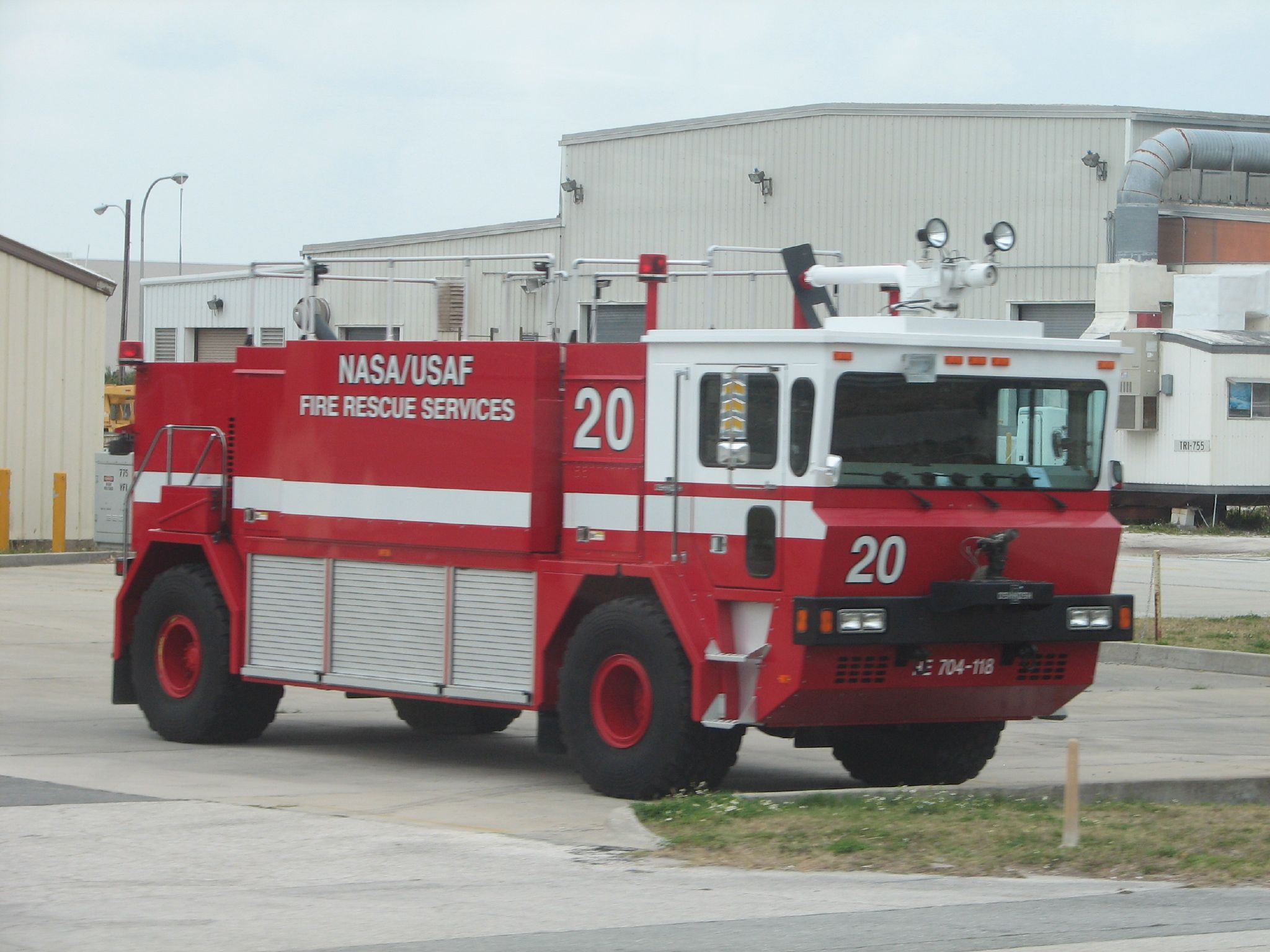
Oshkosh T-1500, NASA/USAF Kennedy Space Center

Im Jahr 1953 wurde das erste Flugfeldlöschfahrzeug von Oshkosh an die U.S. Coast Guard geliefert. Die U.S. Navy bekam dann 1968 den MB-5 mit 1.893 Litern (500 Gallonen) Inhalt. Kurze Zeit später wurde der MB-1, der 3.785 Liter (1.000 Gallonen) Wasser mitführte vorgestellt. 1968 wurde dann der U-30 Tow Tractor entwickelt und gebaut. Es ist ein Flugzeugschlepper (Pusher) für die Lockheed C-5 Galaxy der U.S. Air Force.

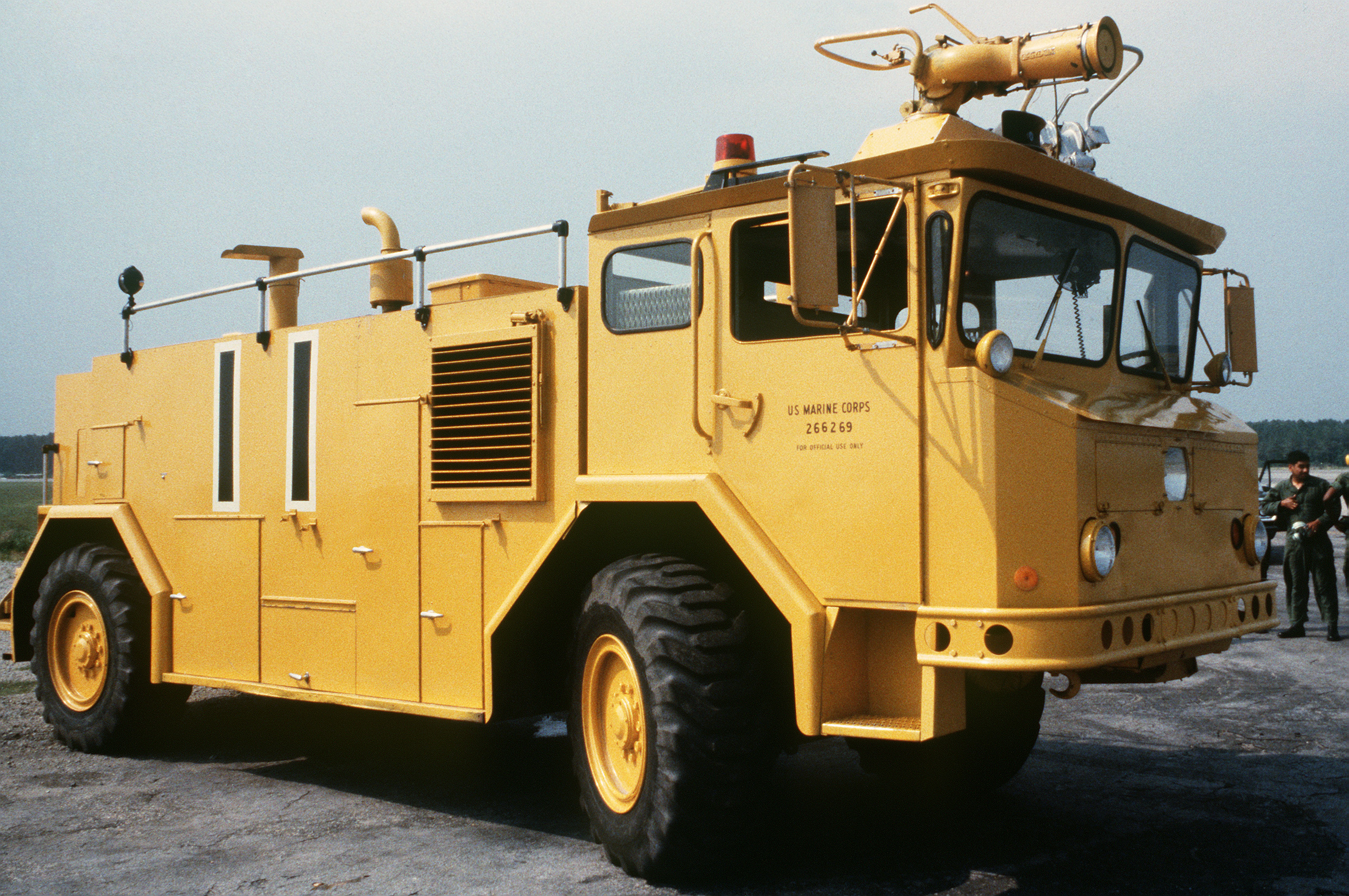
Oshkosh MB-1, US Marine Corps

Die in den 1970er Jahren folgende M-Serie hatte 5.678 Liter (1.500 Gallons), die militärische Variante hieß P-4. Auch in den 1970er Jahren wurden aus der M-Serie dann die R- und E-Serien für den internationalen Markt. Die E-Serie ist dabei ein Frontlenkermodell. 1977 wurde der P-15, der eine Wasserkapazität von 22.700 Litern (6.000 Gallonen) hatte, entwickelt.
In den späten 1970er Jahren wurde die T-Serie entwickelt mit einer Wasserkapazität von 1.500 und 3.000 Gallonen (5.678 l und 11.356 l). Das US-Militär hatte dann 1984 den mit einer Lockheed C-130 luftverlegbaren P-19 mit einer Wasserkapazität von 3.785 Litern (1.000 Gallonen) in Auftrag gegeben. Zurzeit ist das Nachfolgemodell, der P-19R, in der Sparte Oshkosh Defense angesiedelt.
Im Jahr 2001 wurde die Striker-Familie eingeführt. Sie werden mit drei verschiedenen Wasserkapazitäten angeboten, mit 1.500, 3.000 und 4.500 Gallonen also mit 5.678 Litern, 11.356 Litern und 17.034 Litern. In den ersten Jahren wurden sie nach der Gallonenzahl benannt, nach dem ersten Redesign 2010 werden sie nach der Radzahl 4x4, 6x6 und 8x8 benannt. Das Redesign bekamen anfänglich nur der 4x4 und der 6x6. Der 8x8 wie die beiden anderen bekamen außerdem eine neue Achse mit einer erhöhten max. Achslast.
Der Stinger wurde von 2009 bis ca. 2022 angeboten. Das Fahrzeug basiert auf einem Ford Super Duty F-550 und kann bis zu 1.136 Litern (300 Gallonen) Wasser mitführen.
Seit dem Jahr 2011 wird der Snozzle ein Löschgelenkarm auch HRET genannt für die Striker angeboten. 2012 wurde der Snozzle mit allen Patenten von der Firma Crash Rescue Equipment Services Inc. gekauft.
Von ca. 2013 bis 2016 wurde der Storm, der bis zu 6.000 Litern (1.585 Gallons) Wasser mitführen konnte, angeboten.
Ab 2017 gab es den Striker 8x8 auch im neuen Design wie der 4x4 und der 6x6. Anfang 2021 gab es ein weiteres Redesign der Striker Familie. Deutlich an der Fahrertür und auf dem Dach zu sehen. Im Juni 2021 wurden dann der Striker Volterra als 4x4 und 6x6 vorgestellt. Es sind Hybridfahrzeuge, ein Elektromotor mit Batterien unterstützen hierbei den Dieselmotor.

## Liste der FLF

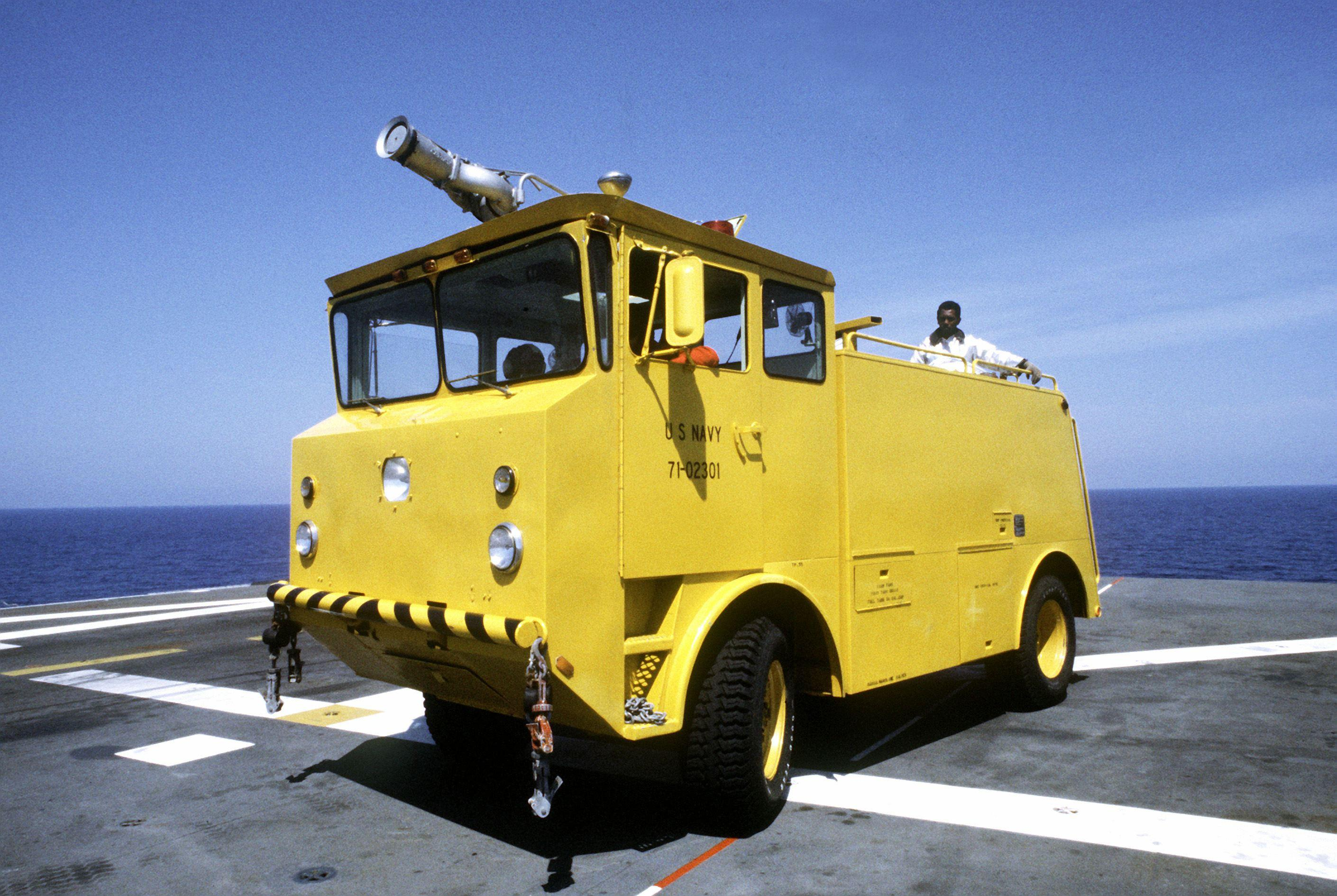
Oshkosh MB-5 Bj. 1971, US Navy auf der USS Nassau (LHA-4)

Baujahr in Klammern. Zusätzlich die Reifenzahl und die mitgeführte Wassermenge.
- MB-5 (1968) 4x2 1.893 l (500 Gallonen)
- MB-1 4x2 3.785 l (1.000 Gallonen)
- M-1000 (1982) 4x2 3.800 l (833 Gallonen)[9]
- M-1500 / P-4 (1976[10] – 1979[11]) 6x4 5.678 l (1.500 Gallons)[12][13]
- R Keine Fahrzeuge gefunden.
- E Keine Fahrzeuge gefunden.
- P-15 (1977, 1988) 8x8 22.700 l (6.000 Gallonen)
- P-19 (1984–1987[14]) 4x4 3.785 l (1.000 Gallonen)[15] Oshkosh P-19, US Marine Corps in Ie, Okinawa, Japan

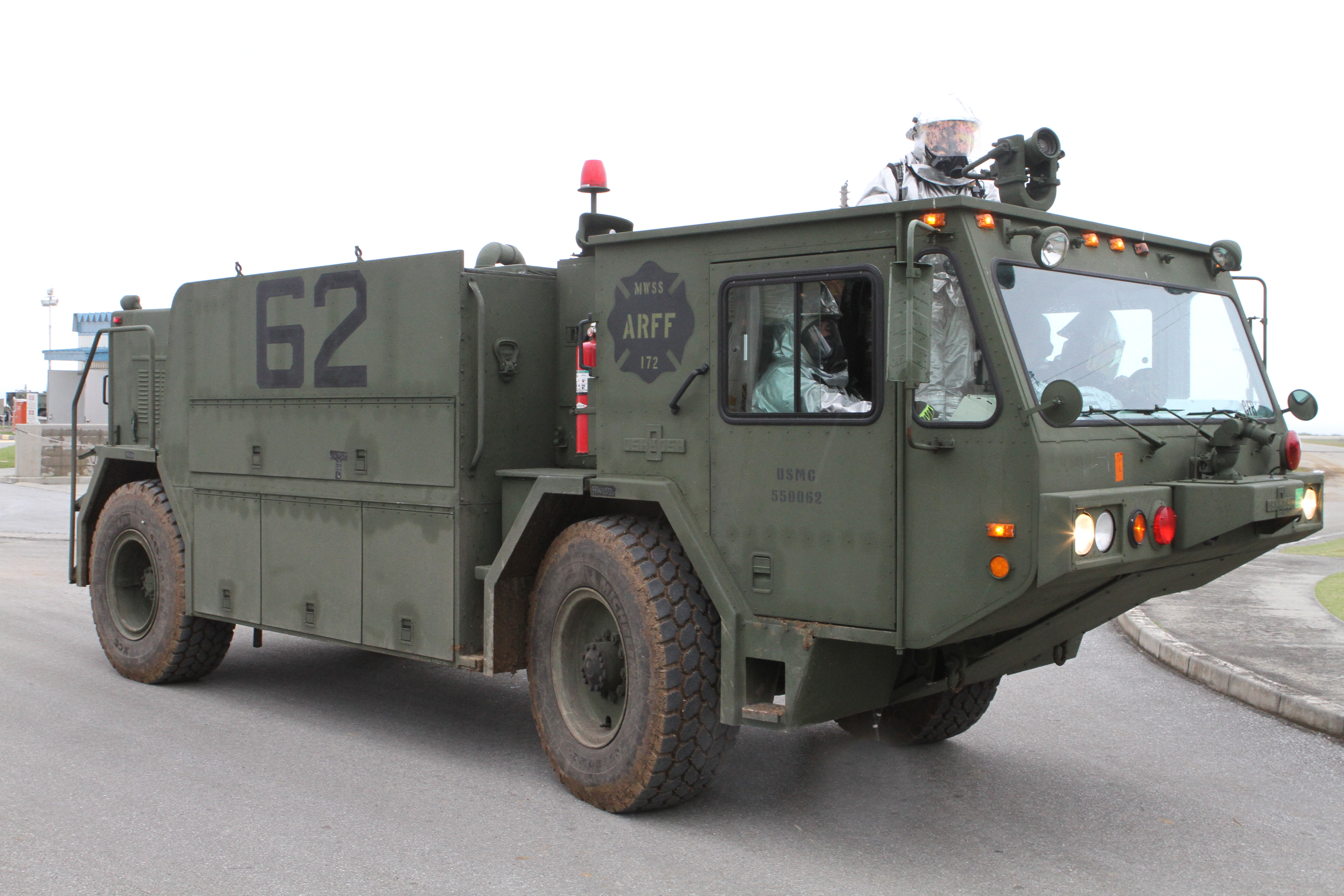
Oshkosh P-19, US Marine Corps in Ie, Okinawa, Japan

- P-19R (2000-heute) 6x6 3.785 l (1.000 Gallonen)[16]
- M-4000 (1984) 8x8 15.141-17.034 l (4000-4500 Gallonen)[17]
- M-23 / M6000 / P-15 (1988[18], 2000[19]) 8x8 22.700 l (6.000 Gallonen)
- P-23 (1999– ?) 8x8 11.350 l (3.000 Gallonen)[20]
- DA-1500 (1988) 8x8 5.678 l (1.500 Gallons)[21]
- T-1500
  - T-6 (1988[22]) 4x4 5.678 l (1.500 Gallons)
  - TA-1500 (1991[23]) 5.678 l (1.500 Gallons)
  - TI-1500 (1998[24], 2001[25]) 4x4 5.678 l (1.500 Gallons)
  - T-44/T-1500 (1986) 4x4 6000 l
- T-3000
  - T-3000 (1988–1997) 6x6 11.356 l (3.000 Gallons)
  - (NAVY) TA-3000 (1992[26]) 6x6 11.356 l (3.000 Gallons)[27]
  - TB-3000 (1985–1994) 6x6 11.356 l (3.000 Gallons)[28]
  - TI-3000 (2002[29]) 6x6 11.356 l (3.000 Gallons)
- Stinger (2009–2022) 4x4 1.136 l (300 Gallonen)[30]Oshkosh Striker 4500, McCarran International Nevada USA

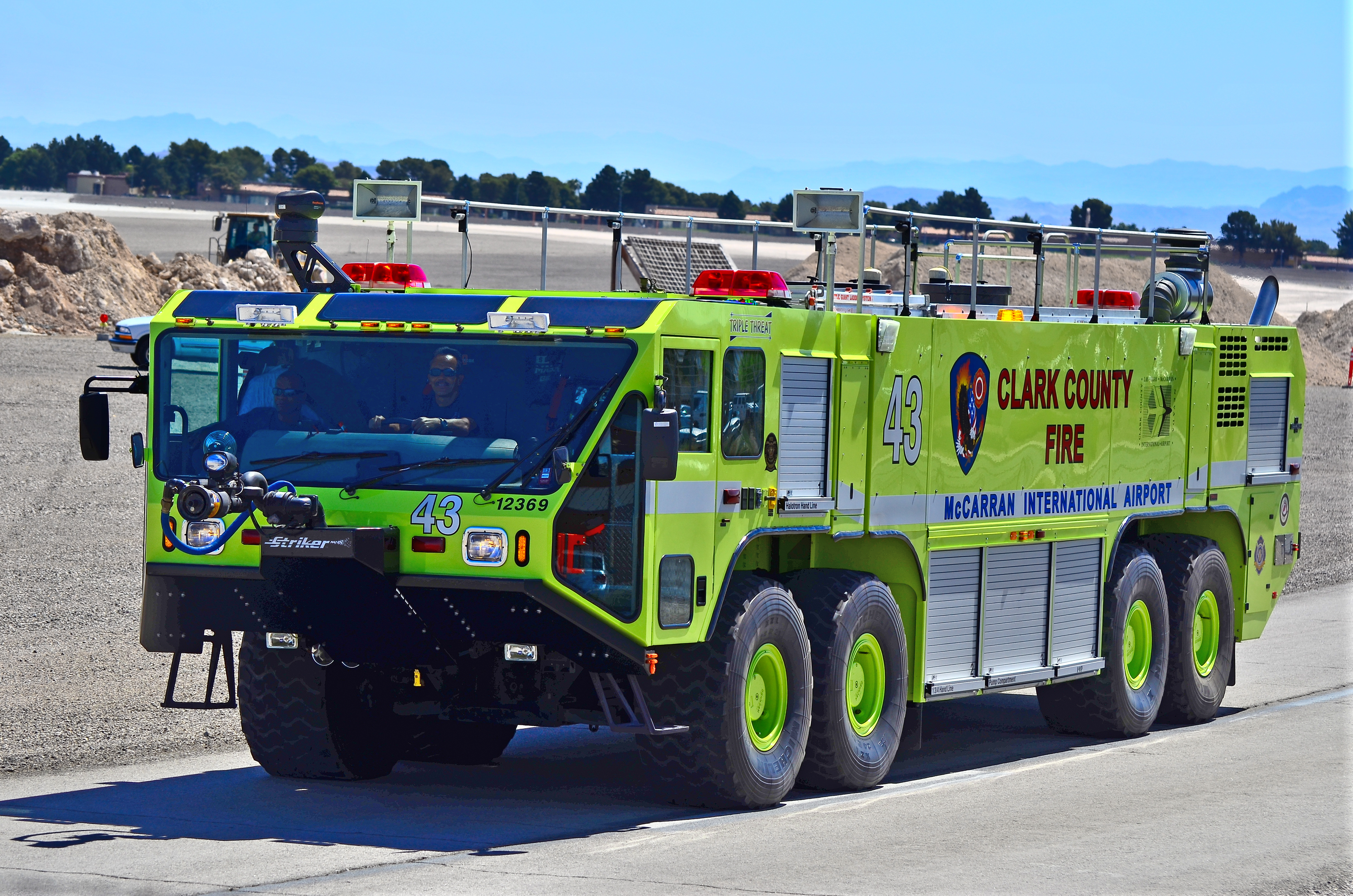
Oshkosh Striker 4500, McCarran International Nevada USA

- Storm (2013–2016) 6x6 6000 l (1.585 Gallons)[31]
- Striker (2000-heute)
  - Striker 1500 später Striker 4x4 5.678 l (1.500 Gallons)
  - Striker 3000 später Striker 6x6 11.356 l (3.000 Gallons)
  - Striker 4500 später Striker 8x8 17.034 l (4.500 Gallons)
  - Striker Volterra als 4x4 und 6x6

## Details

### TI-Serie
Die TI-Serie besteht aus dem zweiachsigen und 5.678 l (1.500 Gallons) Wasser fassenden TI-1500 und dem dreiachsigen und 11.356 l (3.000 Gallons) Wasser fassenden TI-3000. Woher das I in TI kommt, ist unklar. Belegt sind Fahrzeuge zwischen 1998 und 2002, allerdings taucht die TI-Serie auf der Webseite nur zwischen dem 13. Mai 2012 und dem 29. Januar 2013 auf.
Als Motor bei beiden kommt ein 12 l MTU 8v92TA DDEC-III mit 585 bhp (436 kW) zum Einsatz. Die maximale Achslast beträgt 27.000 lb (12.247 kg), d. h. die zulässige Gesamtgewichte sind 54.000 lb (24.490 kg) und 81.000 lb (36.737 kg). Von 0 auf 80 km/h geht es in 27 bzw. 39 Sekunden. Als Hauptangriffswaffe steht ein HRET oder ein Dachmonitor zur Verfügung, zusätzlich gibt es auch einen Frontmonitor.

### Stinger
Der Stinger oder StingerQ4 ist ein Rapid Intervention Vehicle (RIV), also ein Schnellangriffsfahrzeug, und wurde ab 2009 bis ca. 2022 angeboten. Das Fahrzeug basiert auf einem Ford Super Duty F-550 der mit den Kabinen cab, super cab und crew cab angeboten wurde. Bis zu 1.136 Liter (300 Gallonen) Wasser konnten mitgeführt werden und über einen Frontwerfer oder über eine mitgeführte Schnellangriffseinrichtung abgegeben werden. Auch können  227 kg (500 lbs) Löschpulver und 54 kg (120 lbs) Reinigungsmittel abgegeben werden.

### Storm
Der Storm ist ein FLF mit einem zul. Gesamtgewicht von 31.524 kg (61.500 lbs) auf einem 6x6 Fahrgestell. Er kann bis zu 6000 l (1.585 gal) Wasser, 750 l (198 gal) Schaummittel und 226 kg (500 lb) Löschpulver mitführen.
Die Hauptunterschiede zum Striker 6x6 sind die Außenmaße, mit 10 m × 2,5 m × 3,5 m (l × b × h, 139 in × 98 in × 139 in) und die mitgeführten Löschmittel von 6000 l Wasser. Damit ist er 2 m kürzer und 60 cm schmaler was dazu führt, dass er weniger Löschmittel mitführen kann.
Auch können bis zu 8 Personen mitfahren. Die Löschmittel können über den Dachwerfer mit bis zu 3.785 lpm (1.000 gpm) abgegeben werden.
Als Selbstschutz gibt es zusätzlich drei Sprühdüsen unter dem Fahrzeug. Das Fahrzeug wurde mindestens zwischen 2013 und 2016 angeboten.

Oshkosh Flugfeldlöschfahrzeuge
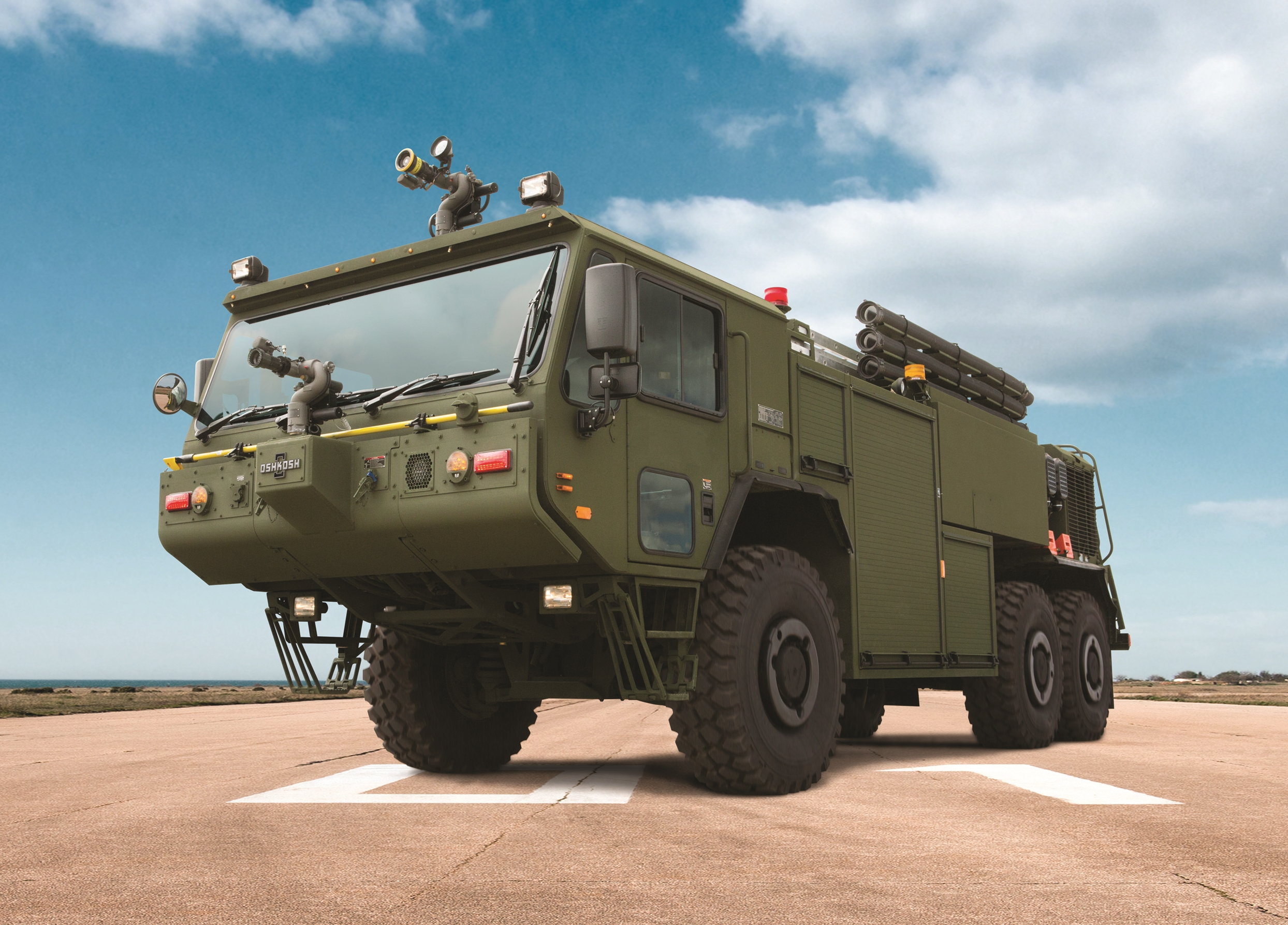
Oshkosh P19-R Aircraft Rescue and Fire Fighting (ARFF) vehicle
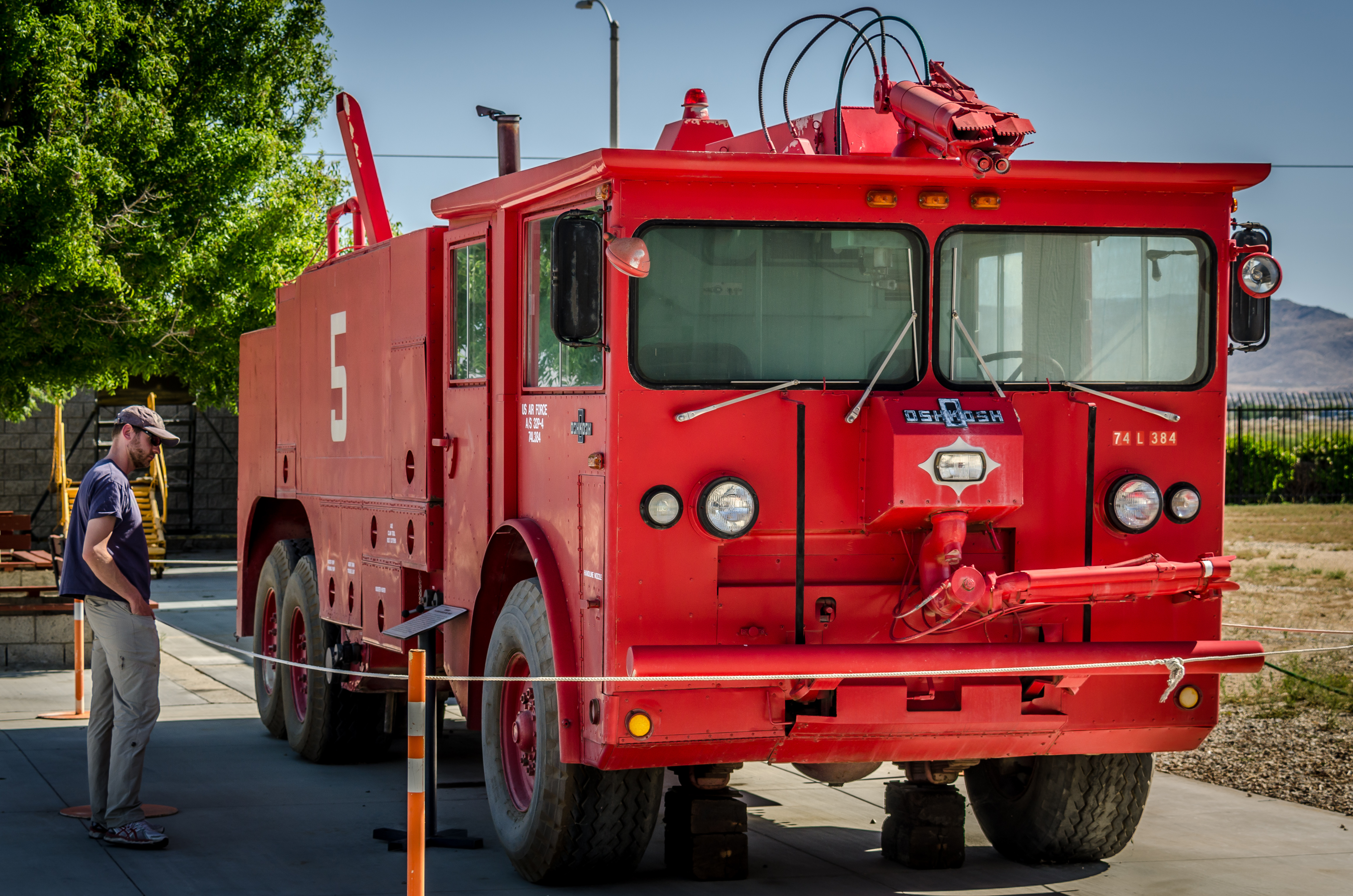
Oshkosh P-4, US Air Force
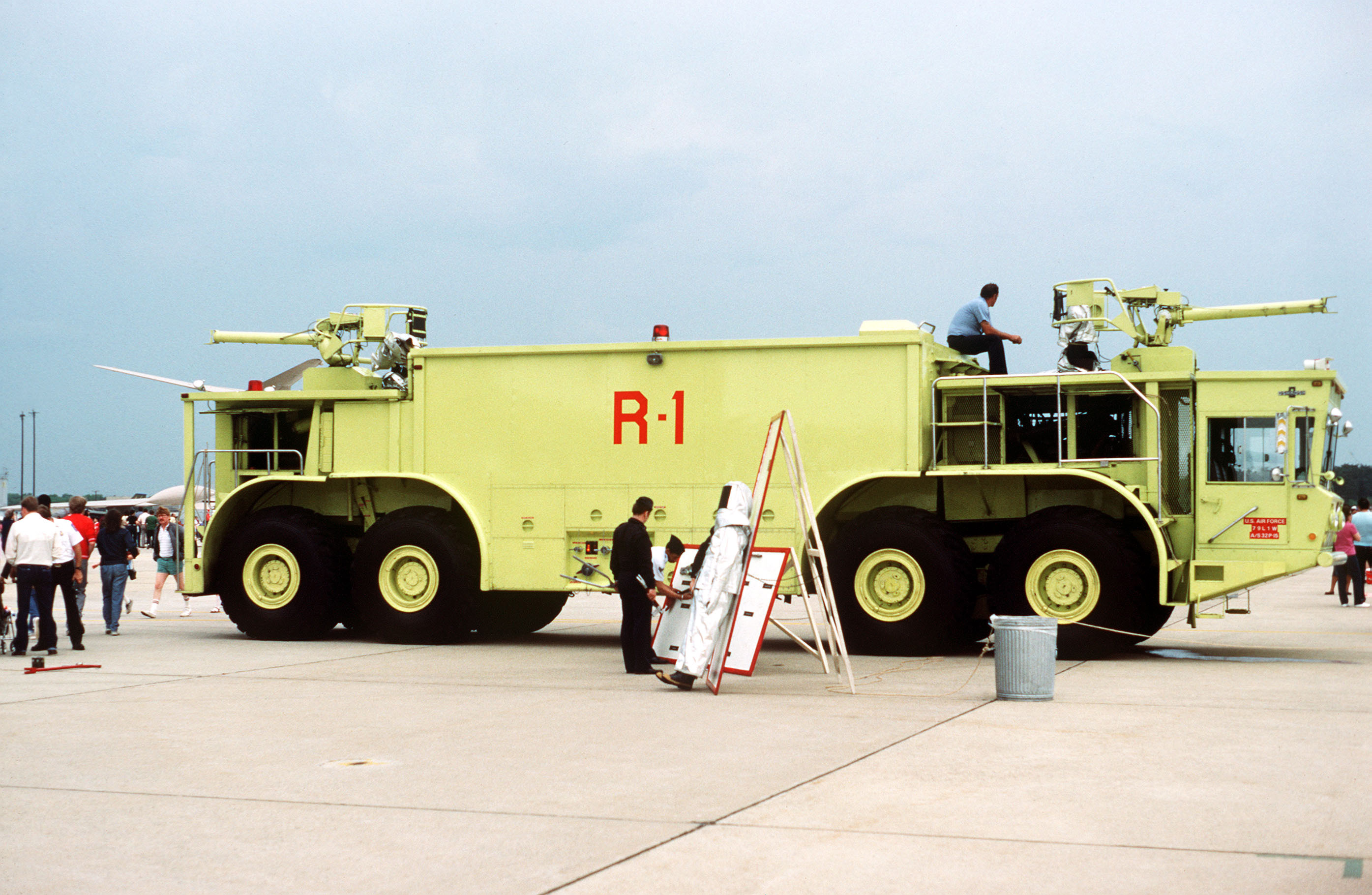
Oshkosh P-15, Andrews Air Force Base, USA
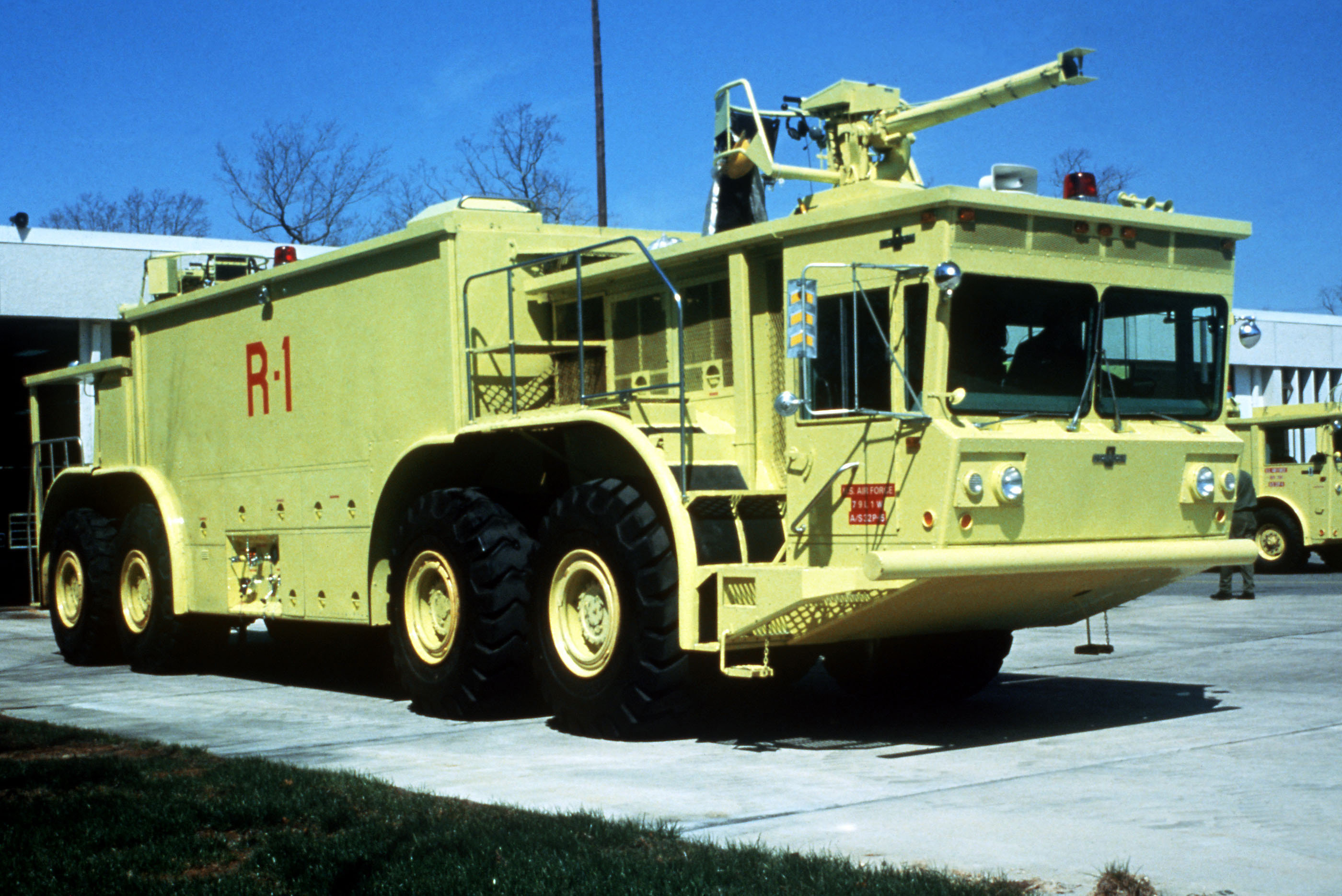
Oshkosh A/S32P-15 der US Air Force
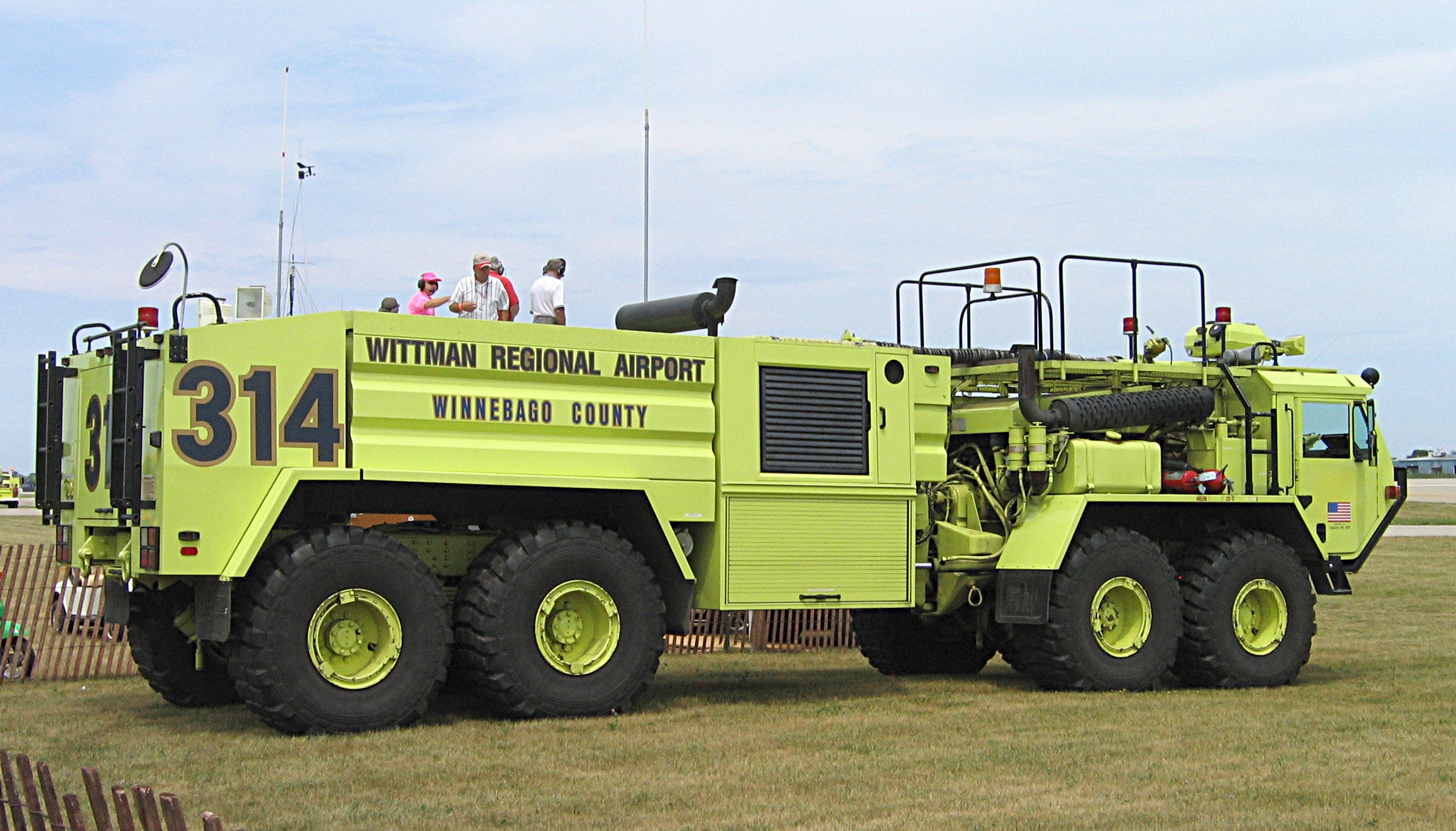
Oshkosh DA-1500‎, A Wittman Regional Airport fire truck at EAA AirVenture Oshkosh 2005.
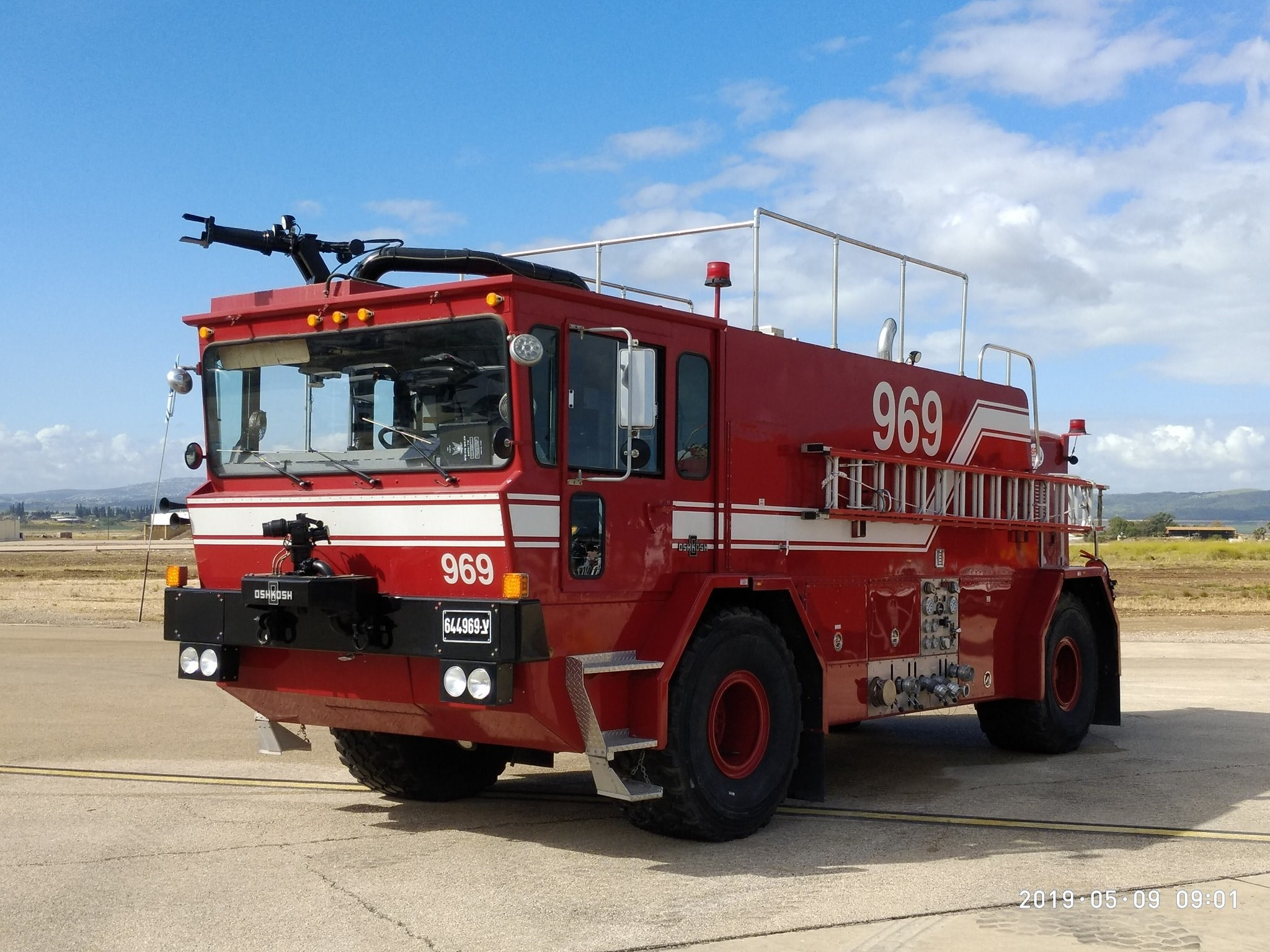
Oshkosh T-1500 Bj. 1986, Israel Air Force
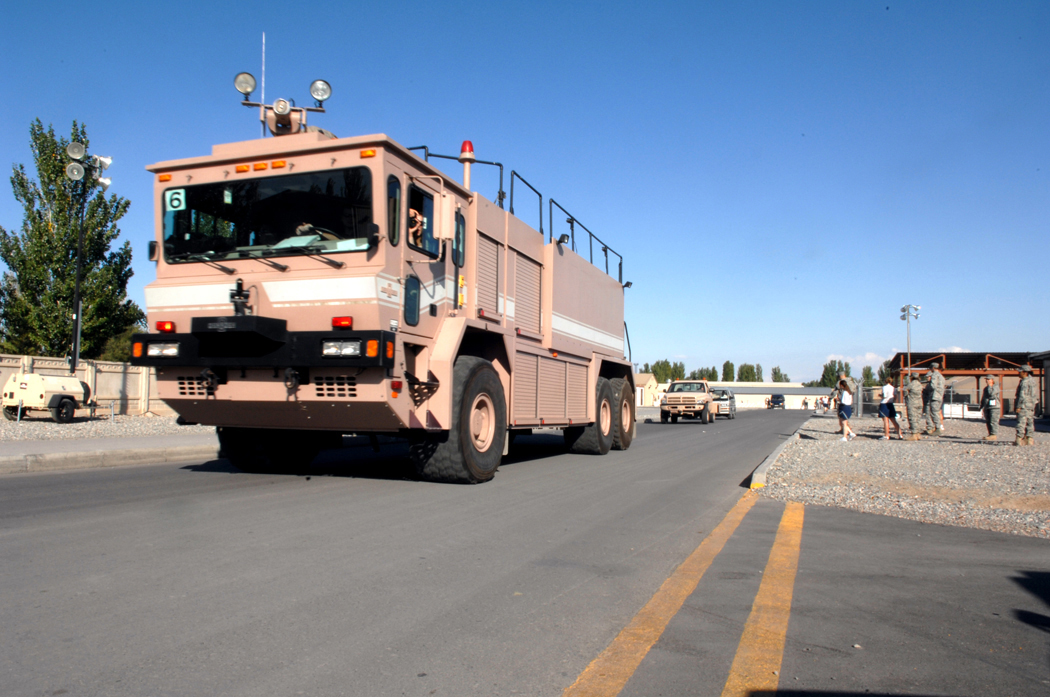
USAF Oshkosh T-3000, USAF Manas Air Base in Kyrgyzstan
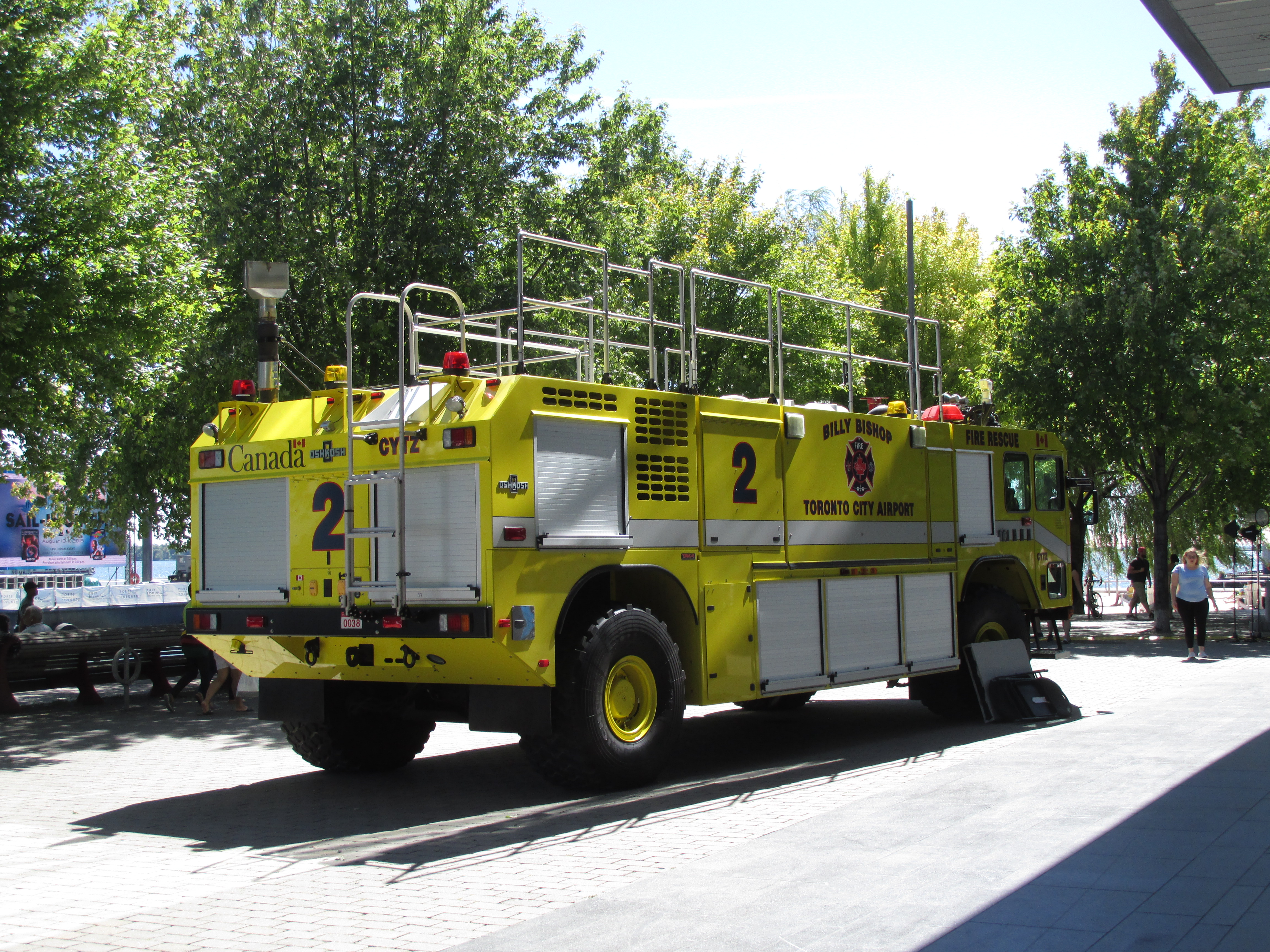
Oshkosh Striker 1500, Flughafen Billy Bishop, Toronto City, Kanada
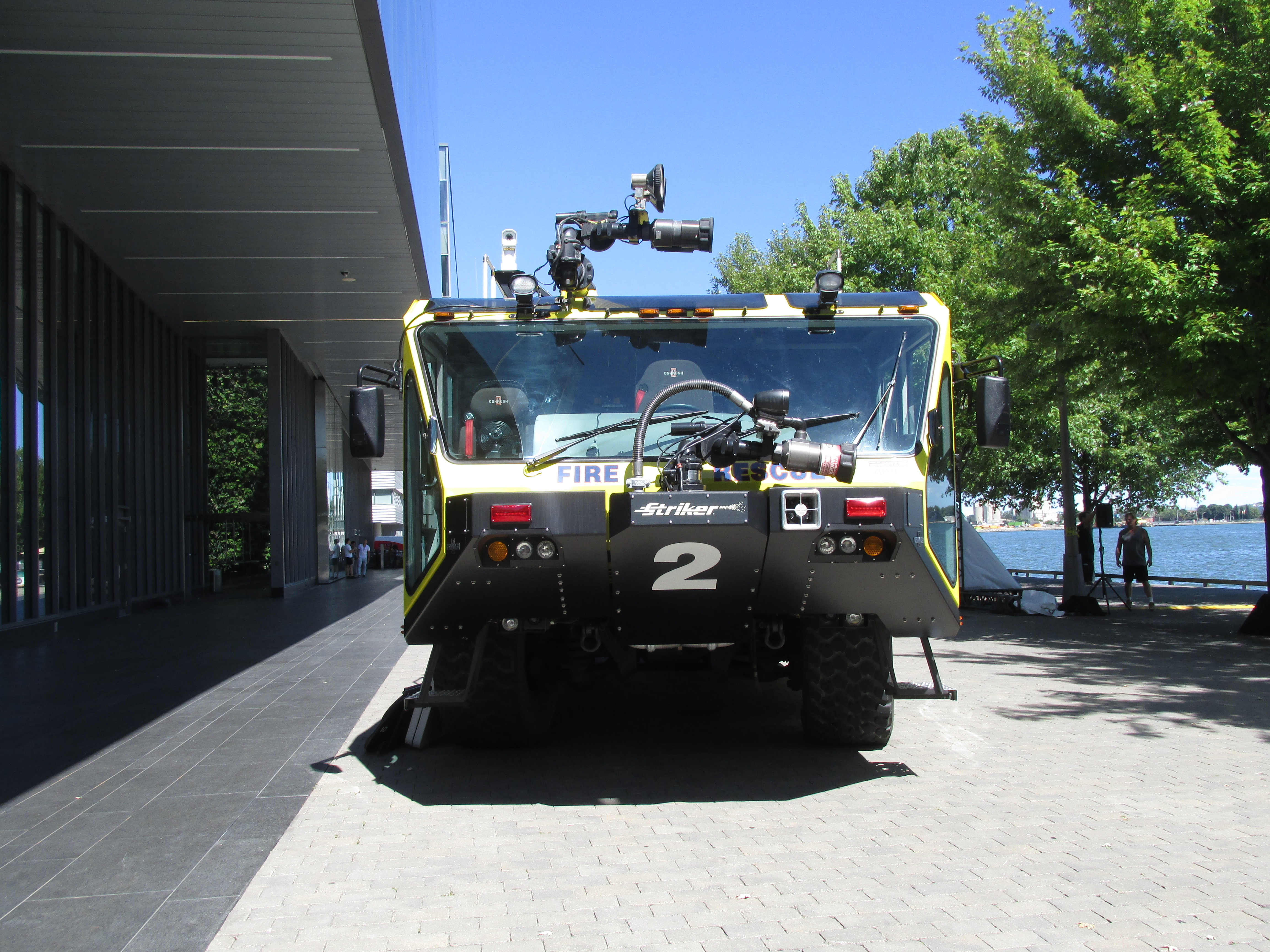
Oshkosh Striker 1500, Flughafen Billy Bishop, Toronto City, Kanada
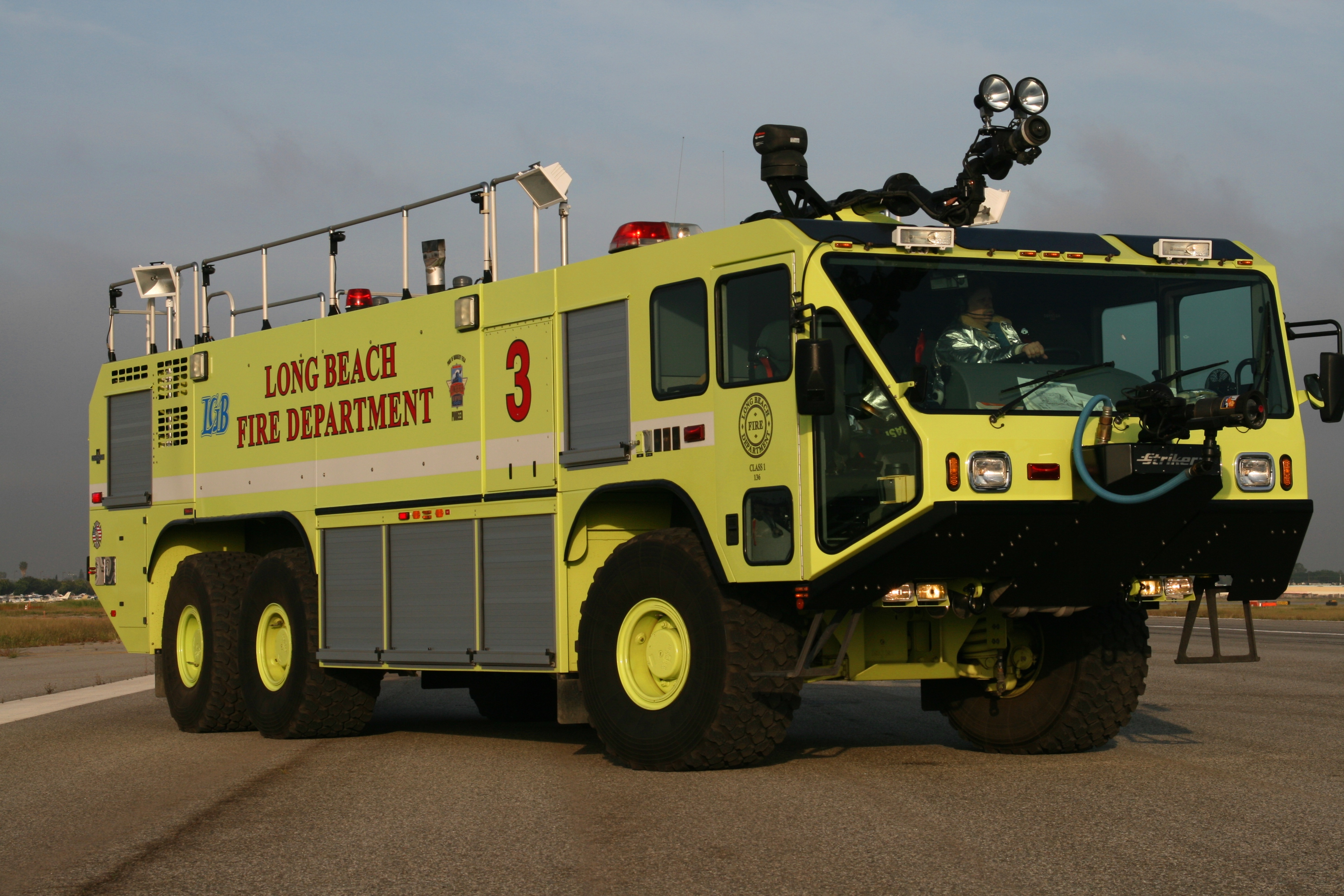
Oshkosh Striker 3000, Long Beach, USA